# Ing (rivier)

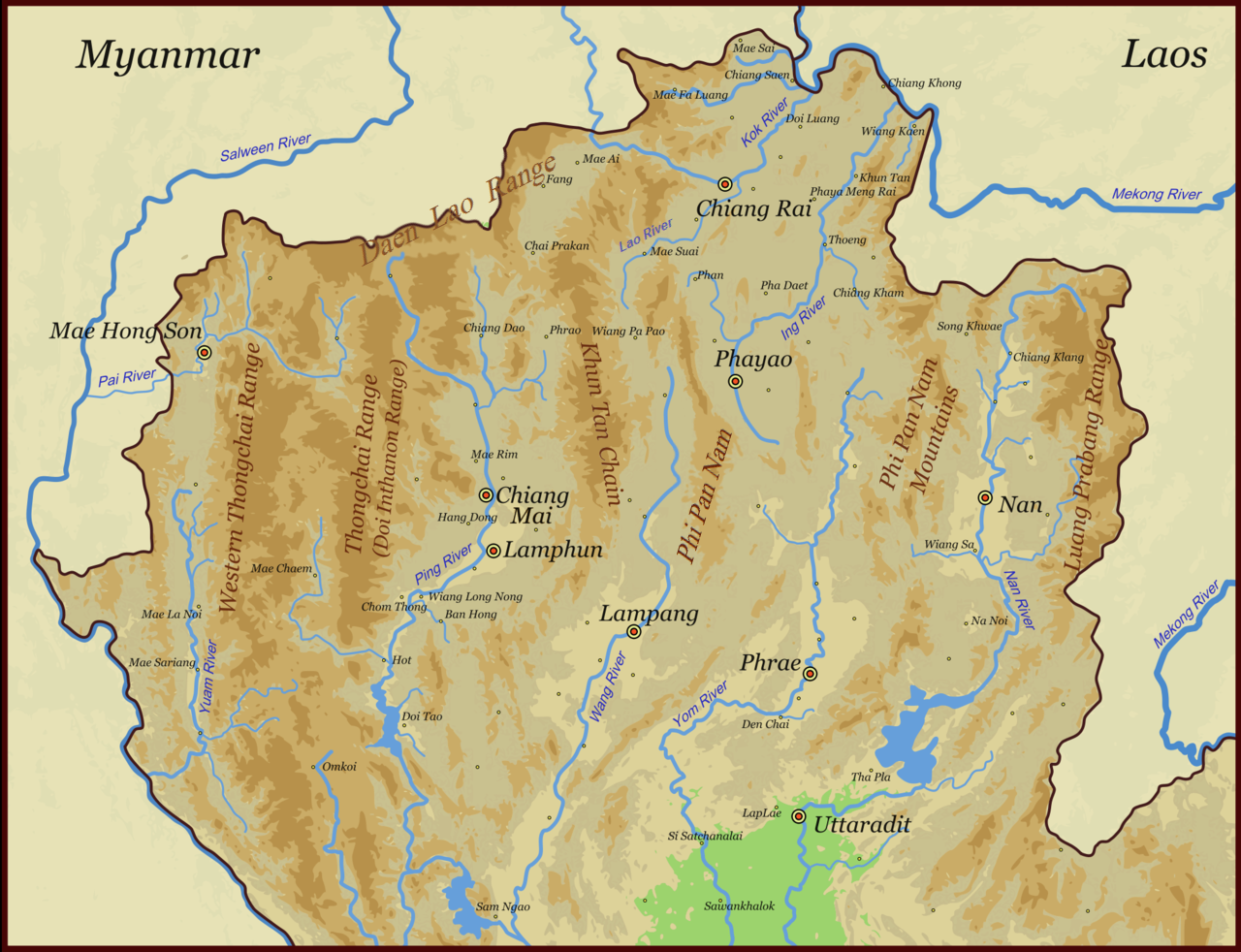
De locatie van de Ing

De Ing is een 190 kilometer lange rivier die ontspringt in Noord-Thailand en uitmondt in de Mekong. 
Bij de stad Phayao stroomt de rivier in het Phayaomeer waar ze aan de andere zijde weer uitkomt. Hierna vervolgt de rivier haar weg verder naar de Mekong. 

## Steden
Belangrijke steden langs de rivier de Ing:
- Phayao